# Ylva

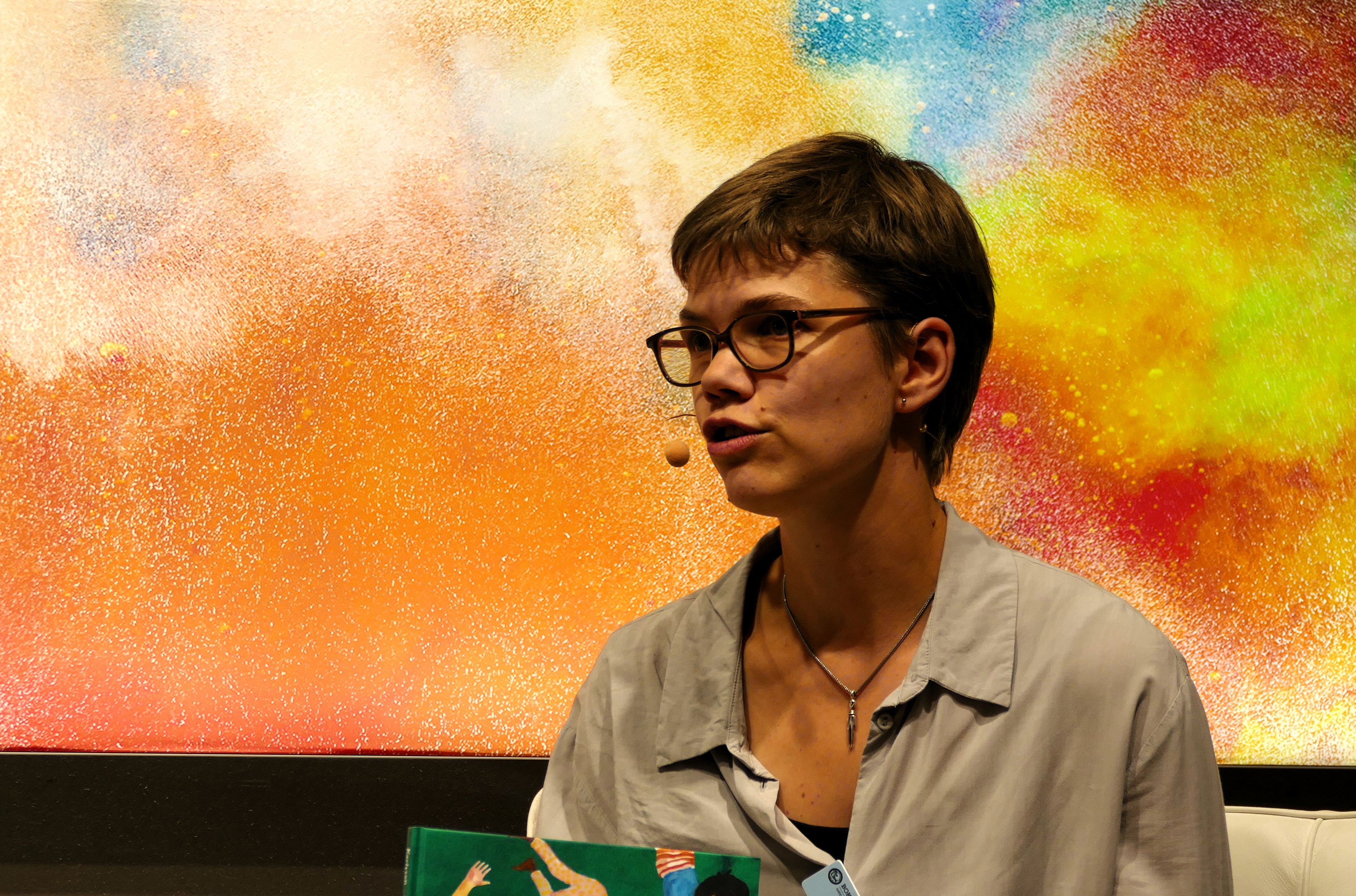
Ylva Karlsson, 2019.

Ylva är ett gammalt nordiskt kvinnonamn, en feminin form av Ulf (eller Ulv) och betyder varg eller mer specifikt varghona. Birger jarls mor, som hette Ingrid, och var gift med Magnus Minnesköld, har av okända skäl fått binamnet Ylva (möjligen pejorativt). Ingrid Ylva är den första kända kvinnan som kan kopplas till namnet. I Frans G. Bengtssons romaner om vikingahövdingen Röde Orm berättas det att denne gifte sig med en kvinna med namnet Ylva.
Namnet är relativt jämnt fördelat mellan generationerna och ligger stadigt på en plats omkring 150 på topplistan. Den 31 oktober 2019 fanns det totalt 10 608 personer i Sverige med namnet Ylva. År 2003 fick 82 flickor namnet, varav 56 fick det som tilltalsnamn.
Namnsdag i Sverige: 11 april, delas med Ulf, som är den manliga motsvarigheten till namnet. I den finlandssvenska namnsdagslängden har Ylva namnsdag 13 september sedan 1950.

## Personer med namnet Ylva
- Ingrid Ylva, Birger jarls mor (1200-talet)
- Ylva Annerstedt, svensk politiker
- Ylva Eggehorn, svensk författare och poet
- Ylva Ekblad, finländsk skådespelare
- Ylva Floreman, svensk dokumentärfilmare
- Ylva Gallon, svensk-norsk skådespelare och dansare
- Ylva Gustavsson, svensk filmregissör
- Ylva Hällen, svensk TV-programledare
- Ylva Johansson, svensk politiker (s), statsråd
- Ylva Johansson (programledare), svensk journalist och programledare
- Ylva Karlsson, svensk författare
- Ylva Lindberg, svensk ishockeyspelare
- Ylva Lööf, svensk skådespelare
- Ylva Noring, svensk triatlet
- Ylva Nowén, svensk alpin skidåkare
- Ylva Spångberg, svensk översättare
- Ylva Maria Thompson, svensk konstnär och TV-presentatör
- Ylva Thörn, svensk f.d. fackförbundsordförande, landshövding i Dalarnas län
- Ylva Tiveus, direktör EU-kommissionen
- Ylva Trollstierna, svensk författare